# Rob Mayth
Rob Mayth (polgári nevén Robin Brandes) egy német Hands Up/Harddance/Electrohouse DJ és zeneszerző. Ő áll olyan, az említett műfajok kedvelői között jól ismert projektek mögött, mint a Pimp! Code és a Dave Darell, illetve több, kevésbé ismert álnevet is használ, úgy mint Elektrofachgeschäft, Elektrofachmarkt, Chasing, Aunt Mary, Spread 'N' Lick, valamint Red Light District.
Koprodukciók:
- Korábban tagja volt a Waveliner vs. Rob Mayth, és az L&M Project formációknak.
- M.A.S. de Vries-szel a Katie Jewels és Azora számok producerei.
- Axel Konraddal a Teenagerz és Straight Flush projektek producerei.

## Stílusa
Rob számait két, egymástól jelentősen eltérő zenei stílusba lehet sorolni, ezek a hands up és az electrohouse.

### Hands up
Rob eredeti stílusa a hands up, hardstyle elemekkel keverve. Számaiban általában az énekhang másodlagos, a hangsúly a zenén van. Zenéjét az általa használt bassdrum és bassline, valamint lead szintetizátor teszi egyedivé.
Rob hands up projektjei:
- Rob Mayth
- Pimp! Code
- Teenagerz
- Straight Flush
- Azora

### Electrohouse
Miután sikereket ért el hands up stílusú zenéjével, Rob elkezdett electrohouse-zal is foglalkozni, új álneveket kezdett használni, melyek közül a Dave Darell vált a legismertebbé.
Rob electrohuse projektjei:
- Elektrofachgeschäft
- Elektrofachmarkt
- Dave Darell

## Pályafutása

### A kezdetek
Rob zenészcsaládban nőtt fel, édesapja énekes volt, nagynénje pedig zongorista. 8 évesen már ő is zongorázni tanult, később azonban számítógépre váltott, mivel nem a zongora volt az, amit keresett. 1996-ban kezdett olyan programokkal dolgozni, mint például a Dance Machine és a Magix Music Maker, de hamar elérte ezen programok korlátait. Ezek után hosszabb ideig dolgozott a Fruity Loops zeneszerkesztővel, mellyel jobban meg tudta valósítani elképzeléseit.
A számait olyan weboldalakon kezdte bemutatni, mint a myownmusic (korábban gtmusic.de) vagy a virtual-volume. Így próbált nagyobb közönséget szerezni. A visszajelzések és a kritikák segítették abban, hogy növelje felvételeinek minőségét. Nem kellett sok idő, hogy elkészítse első demó CD-jét.
Az évek során Rob többször is beszélt kiadókkal számainak publikálásáról, azonban csak üres ígéretek kapott. Rob ennek ellenére nem hagyta el magát, hanem fejlesztette tovább stílusát.

### Az első sikerek
Az interneten keresztül megismerkedett Wavelinerrel, akinek tetszettek Rob munkái. Létrehozták ezután a Waveliner vs. Rob Mayth formációt. Első közös számuk, a Harder Than Ever nagyon sikeres lett. A lemez két hét alatt elfogyott, és már az első héten az eladási lista 11. helyéig küzdötte fel magát. A német DJ-k lejátszási listáin 5 hétig sikerült megmaradnia a Harder Than Ever-nek. A második közös lemez, a Children Of XTC is hasonlóan sikeres lett.
A két lemez után Rob és Waveliner útjai elváltak. 2004-ben Rob remixelte Le Brisc "Keep It Hard" című számát. Ez stílusában a két korábbi lemezhez hasonlított, azonban a következő remix, az L&M Project – Crazy Beatz (Rob Mayth remix) már Rob új stílusában készült, Rob a Hardstyle felől a Hands Up felé mozdult el. Ettől kezdve stílusát a fülbemászó dallamok mellett az agresszív bassline jellemzi.

### Mental Madness
Rob 2004-től a Mental Madness Records német kiadónál dolgozik, ahol rajta kívül sok sikeres és tehetséges DJ tevékenykedik. Rob a Crazy Beatz után számos remixet készített az ő lemezeikre, pl.: Alex M. vs. Marc Van Damme "Technodisco" és Special D. "You" című lemezén találhatunk egy-egy Rob Mayth remixet. Azzal, hogy befutott előadók számára készített remixeket, nevét gyorsan sikerült ismertté tennie a stílusát kedvelők körében, s mivel remixei nemegyszer népszerűbbek lettek, mint azok a számok, amiket remixelt, rengeteg felkérést kapott, keresett remixer lett belőle.
A produceri munka mellett Rob dj-ként is aktívan tevékenykedett. Ahogy neve ismertebbé vált, egyre több helyre hívták, Németországon kívülre is. Fellépett Szlovéniában, Lengyelországban, és Európán kívül is, például Chicagóban, és Tokióban.
2005-ben jelent meg első saját lemeze, a "Can I Get A Witness", melyen az "Original mix" mellett helyet kapott a Dj Manian által készített "Cascada vs. Tune Up! remix" is. 2006-ban az Aqua "Barbie Girl" című számát dolgozta fel. Ebben az évben indította el két új projektjét, a Pimp! Code"-ot a "Body Language EP" című lemezzel a Zooland Records-nál, és a "Teenagerz"-t a "Slam Down" című lemezzel a Suprime Records-nál. A fentiek mellett részt vesz a "Straight Flush" és az "Elektrofachgeschäft" projektekben.

### Zooland
2008-tól kezdődően Rob Mayth lemezeit - a Pimp! Code lemezek mellett - a Zooland Records adja ki, miután Rob távozott a Mental Madness kiadótól. Az első Rob Mayth lemez a Zoolandnél a Herz An Herz / Heart 2 Heart.
Rob 2008-tól használja a Dave Darell álnevet electrohouse stílusú lemezei és remixei esetében.

## Rob Mayth Magyarországon
Rob ezidáig öt alkalommal lépett fel Magyarországon: 2007. augusztus 11-én az azóta már megszűnt E-Klubban, 2007 novemberében szintén az E-Klubban, a következő két fellépés a 2008. augusztus 8-i Club T-boy-beli (Bóly) és a 2008. augusztus 9-i Verne Music Clubbeli volt. 2009. szeptember 11-én ismét tiszteletét tette hazánkban, a régi E-klub helyén levő Diesel Club-ban.

## Diszkográfia
Az alábbi felsorolás Rob diszkográfiájának fontosabb elemeit tartalmazza.

### A Rob Mayth lemezek
- Can I Get A Witness
- Barbie Girl
- Herz An Herz / Heart 2 Heart

### A Pimp! Code álnéven kiadott lemezek
- Body Language EP
- Wicked Body Moves
- You Know

### A Dave Darell álnéven kiadott lemezek
- Children
- Freeloader
- Silver Surfer

### A koprodukcióban készült lemezek
Waveliner vs. Rob Mayth
- Harder Than Ever
- Children Of XTC

L&M Project
- Crazy Beatz

Tabassco vs. Spread 'n' Lick
- Rock Da Gee

Teenagerz
- Slam Down

Rob Mayth vs. Floorfilla
- iPower!

Dan Winter & Mayth
- Dare Me

Straight Flush
- She's Got That Light
- Let's All Chant

Rob & Chris
- Superheld

### Remixek
Rob számos remixet készített az évek folyamán, diszkográfiájának jelentős részét ezek adják. A részletes leírás a Rob Mayth-diszkográfia szócikkben.

## Külső hivatkozások
- Rob Mayth hivatalos honlapja
- Részletes diszkográfia angol nyelven
- Myspace oldal